# Balerina na łodzi
Balerina na łodzi (ros. Балерина на корабле) – radziecki krótkometrażowy film animowany z 1969 roku w reżyserii Lwa Atamanowa.

## Animatorzy
Rienata Mirienkowa, Aleksandr Dawydow, Anatolij Pietrow, Walerij Ugarow, Galina Barinowa

## Nagrody
- 1969: III Międzynarodowy Festiwal Filmów Animowanych w Mamaja (Rumunia) – Srebrny Pelikan
- 1970: Międzynarodowy Festiwal Filmowy w Londynie (Wielka Brytania) – Nagroda dla najlepszego filmu animowanego[1]